# Eloeophila solstitialis
Eloeophila solstitialis är en tvåvingeart som först beskrevs av Alexander 1926.  Eloeophila solstitialis ingår i släktet Eloeophila och familjen småharkrankar. Inga underarter finns listade i Catalogue of Life.